# Sybra brunnescens
Sybra brunnescens är en skalbaggsart som beskrevs av Stefan von Breuning 1950. Sybra brunnescens ingår i släktet Sybra och familjen långhorningar.
Artens utbredningsområde är Vanuatu. Inga underarter finns listade i Catalogue of Life.